# Васюково (Татарстан)
Васюково (тат. Бәчек) — деревня на правобережной, Нагорной стороне Зеленодольского района Республики Татарстан. Входит в Нижнеураспугинское сельское поселение.

## География
Расположено на границе с Чувашской Республикой, в 26 км к юго-западу от города Зеленодольск.

## История
Окрестности деревни были обитаемы в эпоху бронзового века и в булгарский период, о чём свидетельствует археологический памятник – Васюковские курганы (абашевская культура бронзового века), на старом кладбище сохранилось надгробие булгарского периода.
Известна с периода Казанского ханства. В XVIII – первой половине XIX века жители относились к сословию государственных крестьян (из бывших служилых татар), 42% числились крещёными. Основные занятия жителей в этот период – земледелие и разведение скота.
В 1829 году был открыт официальный приход и построена мечеть, в 1886–1887 годах перестроена и расширена.
Согласно «Спискам населённых мест Российской империи» по состоянию на 1859 год в казённой деревне Васюковой: 96 дворов крестьян, население — 294 душ мужского пола и 285 женского, всего — 579 человек. Здание мечети.
По сведениям переписи 1897 года, в деревне Васюково Свияжского уезда Казанской губернии проживали 800 человек (363 мужчины, 437 женщин), все мусульмане.
В начале XX века здесь также действовали мектеб, 2 ветряные мельницы, 4 мелочные лавки. В этот период земельный надел сельской общины составлял 1020,3 десятины.
До 1920 года деревня входила в Косяковскую волость Свияжского уезда Казанской губернии. С 1920 года в составе Свияжского кантона ТАССР. С 14 февраля 1927 года в Нурлатском, с 1 февраля 1963 года в Зеленодольском районах.
В 1931 году в деревне был организован колхоз (с 1994 года коллективное предприятие, с 1998 года сельскохозяйственный производственный кооператив им. Тукая), с 2003 года в составе подразделения акционерного общества «Красный Восток Агро» (полеводство, молочное скотоводство).

## Население
| 1782 | 1859 | 1897 | 1908 | 1926 | 1938 | 1949 | 1958 | 1970 | 1979 | 1989 | 2002 | 2010 | 2018 |
| ---- | ---- | ---- | ---- | ---- | ---- | ---- | ---- | ---- | ---- | ---- | ---- | ---- | ---- |
| 148  | 575  | 680  | 843  | 1043 | 924  | 585  | 547  | 496  | 395  | 268  | 196  | 160  | 137  |

Национальный состав села — татары.

## Инфраструктура
Действует фельдшерско-акушерский пункт (с 1969 г.).

## Религия
Мечеть «Иман Нуры» (с 1995 г.).